# Morsum (Thedinghausen)
Morsum est un quartier de la commune de Thedinghausen, dans le Land de Basse-Saxe.

## Géographie
Morsum se situe à 4 km au sud-est du centre-ville de Thedinghausen. La Weser coule vers le nord-est à une distance d'un kilomètre. La zone se compose principalement de marais maritimes et se situe entièrement dans la vallée originelle de la Weser.

## Histoire
Morsum se trouve en partie dans la zone argileuse de la Weser et en partie sur une terrasse sablonneuse de vallée. Ces zones, avec leurs faibles altitudes, offraient aux colons une protection contre les inondations.
Ils sont également favorisés en raison de la fertilité du sol. Les marais modifiés créent une zone d'élevage de bétail élevée à Morsum. Morsum est l'un des villages les plus jeunes du Wesermarsch. La première mention documentée sous le nom de "Morsum" ou Lerdorpe" remonte à 1486, bien que Lerdorpe soit probablement le nom le plus ancien. Grâce aux plaines fertiles de la Weser et de l'Aller, Morsum possède déjà deux domaines aux XVIe siècle et XVIIe siècle. Les domaines Halbmeierhöfe, Pflugkötner et Brinksitzer apparaissent vers 1800.
Ahsen-Oetzen est né sur des îles situées dans les bras de la Weser et peut être décrit comme une colonie en essaim. Oetzen est mentionné pour la première fois en 1250 et Ahsen en 1534, Beppen est mentionné pour la première fois dans un document en 1250.
La colonie de Neu-Morsum près de Beppen est mentionnée dans un document en 1801.
Wulmstorf est mentionné pour la première fois dans un document en 1200 sous le nom de Vulmestorpe, Kuhlenkamp est mentionné en 1511, Wackershausen en 1703 et Neu-Wulmstorf en 1801. Wulmstorf possède également deux domaines aux XVIe siècle et XVIIe siècle, en raison des plaines fertiles de la Weser et des bonnes terres arables au bord de la terrasse sablonneuse de la vallée. Vers 1800, les Halbmeierhöfe et Handkötner sont ajoutés aux domaines.
Jusqu'en 1852, Morsum, Beppen et Wulmstorf appartiennent au Amt Westen-Thedinghausen et à partir de 1864 au Amt Verden. Grâce au traité de paix de Celle en 1679 et 1681, Ahsen-Oetzen fait partie de Brunswick avec les autres villes du Amt Thedinghausen. Depuis le 1er janvier 1966, le lieu appartient à l'ancienne « petite communauté commune de Thedinghausen ». Grâce à la loi du 6 avril 1972 sur la réorganisation des communes de la région de Verden, les communes d'Ahsen-Oetzen, Beppen, Morsum et Wulmstorf sont fusionnées en une seule commune le 1er juillet 1972. Depuis le 1er novembre 2006, Morsum et Thedinghausen forment la nouvelle communauté élargie de Thedinghausen.

## Source, notes et références
- (de) Cet article est partiellement ou en totalité issu de l’article de Wikipédia en allemand intitulé « Morsum (Thedinghausen) » (voir la liste des auteurs).

1. ↑  (de) Statistisches Bundesamt, Historisches Gemeindeverzeichnis für die Bundesrepublik Deutschland. Namens-, Grenz- und Schlüsselnummernänderungen bei Gemeinden, Kreisen und Regierungsbezirken vom 27.5.1970 bis 31.12.1982, 1983 (ISBN 3-17-003263-1)